# Kir (rzeka)
Kir – rzeka okresowa w północnej Albanii, prawy dopływ Drinu w zlewisku Morza Adriatyckiego. Długość – 43 km. 
Wypływa pod szczytem Madhe w górach Prokletije, płynie na południe i uchodzi do głównego ramienia Drinu koło Szkodry. 